# STS-48
STS-48は、1991年9月12日にケネディ宇宙センターから打ち上げられたスペースシャトルのミッションである。オービタはディスカバリーで、主要ペイロードはUARS衛星であった。このミッションは、地球を81周し220万マイル飛行して、9月18日午前12時38分にエドワーズ空軍基地第22滑走路に着陸して終了した。5人の乗組員は多くの実験を行い、いくつかの衛星を放出した。打上げ時の合計質量は108,890 kgで、着陸時の質量は87,440 kgであった。

## 乗組員
- 船長 - ジョン・クレイトン (3)
- 操縦手 - ケネス・レイトラー（英語版） (1)
- ミッションスペシャリスト1 - チャールズ・ゲーマー（英語版） (2)
- ミッションスペシャリスト2 - ジェームズ・ブフリ（英語版） (4)
- ミッションスペシャリスト3 - マーク・ブラウン（英語版） (2)

## ミッションハイライト

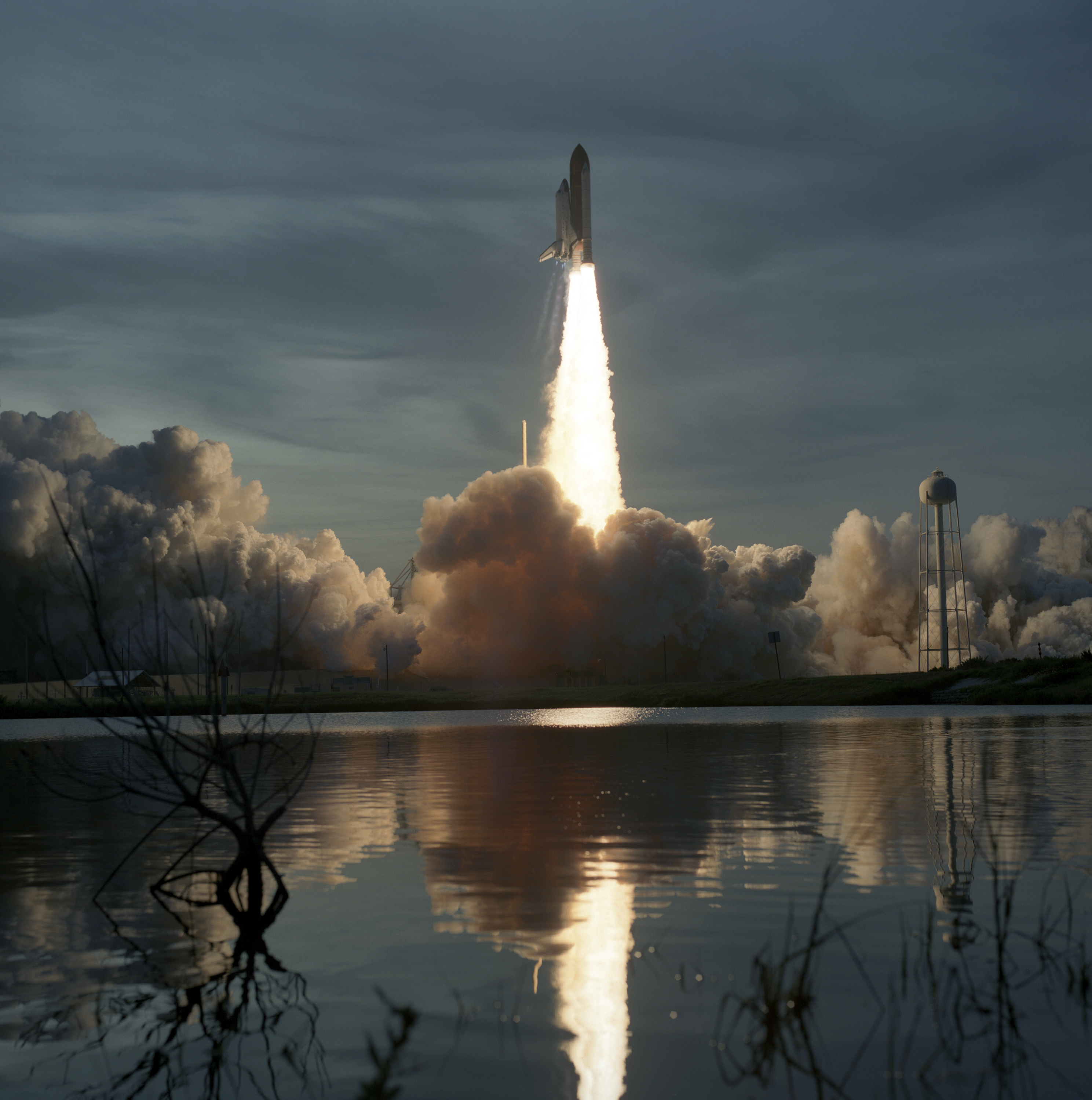
STS-48の打上げ

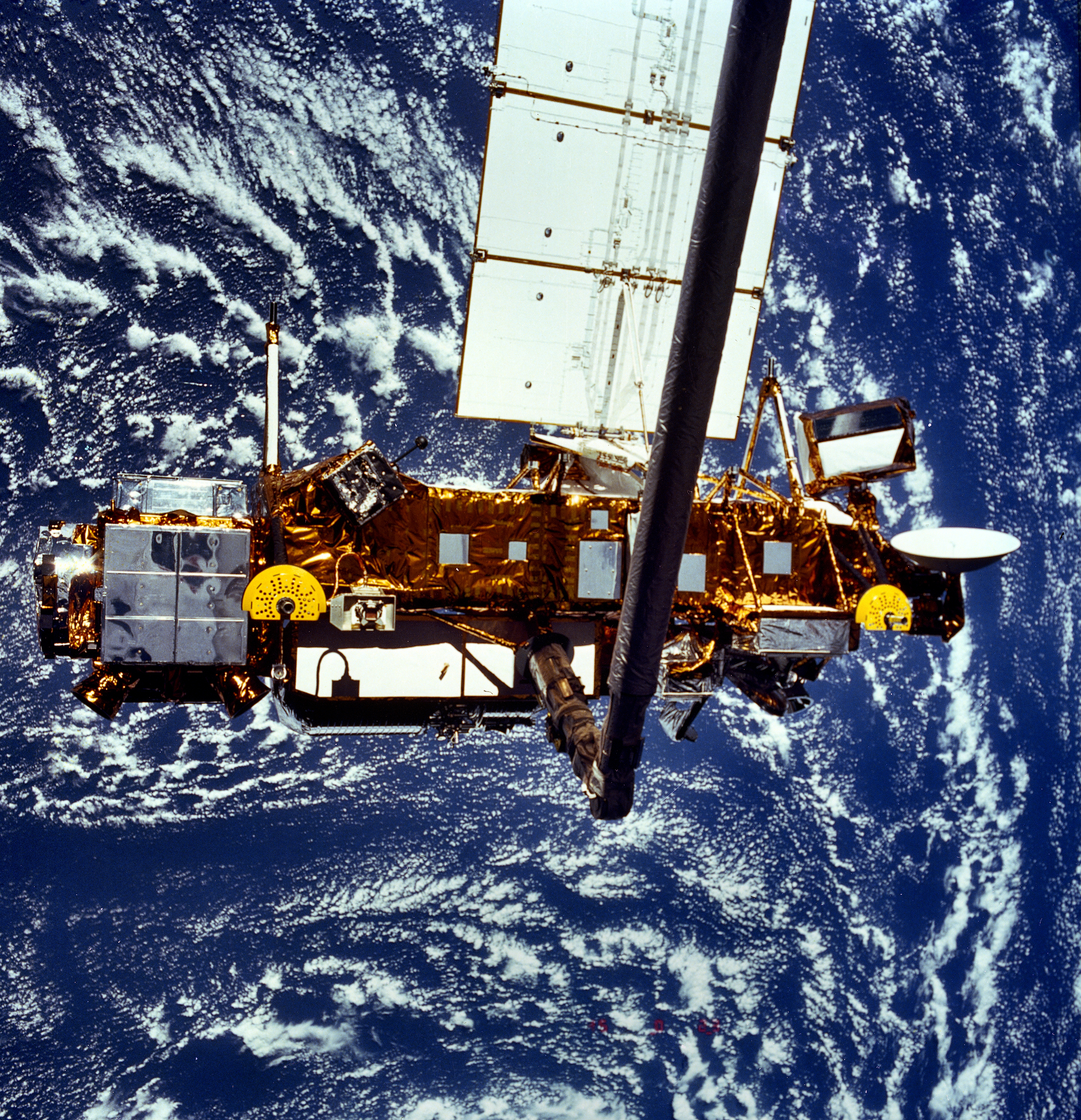
放出前にリモート・マニピュレーター上のUARS衛星

ディスカバリーは、1991年9月12日午後7時11分(EDT)にケネディ宇宙センター第39発射施設から軌道傾斜角57°の軌道に打ち上げられた。打上げは、地上への伝送におけるノイズの問題のため、打上げ5分前から14分間延期された。ノイズ自体は除去され、カウントダウンは打上げまで正常に続けられた。
ミッション3日目、地上350法定マイルの上空で、ディスカバリーのペイロードベイから、人間の活動が地球の大気やオゾン層に与える影響を調べるためのUARS衛星が放出された。UARSミッションの目的は、上層気からのエネルギー流入量、上層大気の光化学、上層大気のダイナミクス、これらの過程の複合効果、上層大気と下層大気の間の連結等についての知識を増やすことである。この衛星は、地上10から60マイルの地球の中層大気の構造、化学、エネルギー収支、物理的運動についての共同研究に用いられるデータをもたらした。UARS衛星は、地球を完全な環境系として、地上、航空、宇宙に設置した機器で研究するNASAのMission to Planet Earthにおいて、初となる宇宙設置機器であった。
UARS衛星は、Cryogenic Limb Array Etalon Spectrometer (CLAES)、Improved Stratospheric and Mesospheric Sounder (ISAMS)、Microwave Limb Sounder (MLS)、Halogen Occultation Experiment (HALOE)、High Resolution Doppler Imager (HRDI)、Wind Imaging Interferometer (WlNDII)、Solar Ultraviolet Spectral Irradiance Monitor (SUSIM)、Solar/Stellar Irradiance Comparison Experiment (SOLSTICE)、Particle Environment Monitor、Active Cavity Radiometer Irradiance Monitor (ACRIM II)の10個の測定装置を備えていた。UARSの当初の18ヶ月間のミッションは何度か延長され、最終的には14年間運用された。
その他のペイロードには、Ascent Particle Monitor (APM)、Middeck 0-Gravity Dynamics Experiment (MODE)、Shuttle Activation Monitor (SAM)、Cosmic Ray Effects and Activation Monitor (CREAM)、Physiological and Anatomical Rodent Experiment (PARE)、Protein Crystal Growth II-2 (PCG II-2)、Investigations into Polymer Membrane Processing (IPMP)、Air Force Maui Optical Site (AMOS)等があった。
この飛行では、ニコンのF4を改良した電子スチールカメラが宇宙で初めて試験された。飛行中に撮影された画像は、モノクロのピクセル当たり8ビットのデジタル画像で、取り外し可能なハードディスクに保存された。この画像は地上に伝送される前に、オービタ内にあるラップトップコンピュータで閲覧された 。
STS-48は、ケネディ宇宙センターを着陸場所とするチャレンジャー爆発事故後2度目のミッションであり、ケネディ宇宙センターに夜間に着陸することが計画された初めてのミッションであった。しかし、ケネディ宇宙センターの気象状況のせいで、ディスカバリーは1周余計に周回し、1991年9月18日午前3時38分(EDT)にエドワーズ空軍基地に着陸した。オービタは、9月26日にケネディ宇宙センターに戻った。

## UFO?
1991年9月15日に軌道上で撮影されたビデオに、閃光と制御された様子で飛んでいるように見えるいくつかの物体が映っていた。NASAは、この物体はエンジンのジェットに反応した氷の粒子であると説明した。フィリップ・プレートは著書Bad Astronomyの中でこの問題に触れ、NASAの説明に同意した。これは、テレビシリーズUFO Huntersのエピソードの中でも議論された。